# Ipacsfa
Ipacsfa é um município da Hungria, situado no condado de Baranya. Tem 6,01 km² de área e sua população em 2019 foi estimada em 178 habitantes.